# بتلاپین
بتلاپین (انگلیسی: Batelapine) یک آنالوگ ساختاری کلوزاپین است که به عنوان یک آنتی سایکوتیک بالقوه مورد بررسی قرار گرفته است.